# Brändön (eiland)
Brändön is een Zweeds eiland in de Botnische Golf en behoort tot de Lule-archipel. Het eiland ligt ter hoogte van Luleå en in die gemeente. In vroeger tijd was het een echt eiland, maar door de opheffing van het land aldaar is de zee-engte bijna droog komen te staan en is Brändön inmiddels dus ook bijna een schiereiland. Op het eiland dat haar hoogste punt heeft op ongeveer 45 meter, ligt ook het gelijknamige stadje.
Het eiland heeft haar eigen waterregeling door een rivier en een aantal meren: Kvarnträsket (meer bij molen), Krokträsket en Ormtjärnen.